# Gloeocystidiellum
Gloeocystidiellum Donk (woskobłonka) – rodzaj grzybów z rodziny skórnikowatych (Stereaceae).

## Charakterystyka
Grzyby kortycjoidalne o owocniku rozproszonym, rozpostartym, błonkowatym lub skórzastym. Hymenofor gładki, rzadko grudkowaty lub zębaty. System strzępkowy monomityczny, strzępki ze sprzążkami lub prostą przegrodą. Występują gleocystydy. Podstawki maczugowate, 4-sterygmowe. Bazydiospory prawie kuliste, kiełbaskowate, elipsoidalne, cienkościenne, brodawkowate lub niemal gładkie, w KOH pozornie gładkie, amyloidalne, niecyjanofilne.
Utworzony przez M.A. Donka rodzaj Gloeocystidiellum został później podzielony na wiele nowych rodzajów: Boidinia, Conferticium, Gloeocystidiellum Gloeopeniophorella, Gloiotele, Megalocystidium, Vesiculomyces. Ponadto Wu (1995, 1996) opisał inne, blisko spokrewnione rodzaje: Amylofungus ze strzępkami amyloidalnymi i gleocystydami, Dextrinocystidium z dekstrynoidalnymi lamprocystydami i Gloeomyces, z wyraźnie dimitycznym systemem strzępkowym i z brązowawymi strzępkami łącznikowymi.

## Systematyka i nazewnictwo
Pozycja w klasyfikacji według Index Fungorum: Stereaceae, Russulales, Incertae sedis, Agaricomycetes, Agaricomycotina, Basidiomycota, Fungi.
Polską nazwę nadał Władysław Wojewoda w 2003 r. W polskim piśmiennictwie mykologicznym należące do tego rodzaju gatunki opisywane były także jako korak, rozwiernik i woskopłaszczek.
Gatunki występujące w Polsce:
- Gloeocystidiellum clavuligerum (Höhn. & Litsch.) Nakasone 1982[4]
- Gloeocystidiellum convolvens (P. Karst.) Donk 1956 – woskobłonka inkrustowanozarodnikowa
- Gloeocystidium insidiosum Bourdot & Galzin 1913[4]
- Gloeocystidiellum luridum (Bres.) Boidin 1951 – woskobłonka białożółtawa
- Gloeocystidiellum porosum (Berk. & M.A. Curtis) Donk 1931 – woskobłonka popękana

Nazwy naukowe na podstawie Index Fungorum. Wykaz gatunków i nazwy polskie według Władysława Wojewody i innych.